# Herbert Müller-Roschach
Herbert Müller-Roschach (bis 1955: Herbert Müller; * 5. März 1910 in Schwerin; † 14. Mai 1988 in Freiburg im Breisgau) war ein deutscher Diplomat. Seine Tätigkeit als Legationssekretär in dem für Judenfragen zuständigen „Deutschlandreferat“ des Auswärtigen Amtes im nationalsozialistischen Deutschland war 1968 Anlass für seine vorzeitige Pensionierung.

## Beamtenlaufbahn
Müller studierte in München und war seitdem Mitglied der Münchener Burschenschaft Rhenania. Zum 1. Mai 1933 trat Müller der NSDAP bei (Mitgliedsnummer 2.815.480). 1936 erhielt er eine Referentenstelle in der Reichsstelle für Devisenbewirtschaftung und danach in der Hauptabteilung Außenhandel im Reichswirtschaftsministerium. Im Jahr 1938 wechselte er zum Auswärtigen Amt, wo er von 1939 bis 1940 in der Wirtschaftspolitischen Abteilung arbeitete. Nach kurzzeitigem Einsatz in der Gesandtschaft des Deutschen Reichs in Teheran im Jahr 1940 kehrte Müller 1941 in das Auswärtige Amt nach Berlin zurück, wo er ab November als Hilfsreferent und Beamter auf Widerruf mit dem Titel eines Legationssekretärs in dem für Judenfragen und Rassenpolitik zuständigen Deutschlandreferat D III unter der Leitung des Unterstaatssekretärs Martin Franz Julius Luther eingesetzt wurde. In dieser Funktion nahm er am 29. Januar 1942 an einer Wannsee-Folgebesprechung des Berliner Reichsministeriums für die besetzten Ostgebiete in der Rauchstraße 17/18 teil. Entschieden wurde hierbei, welche Personen in den besetzten Ostgebieten des Großdeutschen Reiches unter die Definition eines Juden fielen und damit im Rahmen der Endlösung vernichtet werden sollten.
Noch im Januar 1942 meldete er sich angeblich freiwillig beim zuständigen Wehrbezirkskommando in Berlin und wurde am 1. April zum Wehrdienst eingezogen. Wenige Monate später, während des Afrikafeldzuges, wurde er in El Alamein schwer verwundet.
Nach seiner Genesung kehrte er in das Auswärtige Amt zurück und wurde 1943 persönlicher Referent von Otto Abetz, dem Botschafter des Deutschen Reichs im État Français in Vichy. Als Angehöriger der Deutschen Botschaft folgte er 1944 dem Vichy-Regime ins hohenzollerische Sigmaringen, das Hitler zum Sitz der Exilregierung des État Français bestimmt hatte. Nach Ende des Krieges wurde Müller 1946 in der französischen Besatzungszone interniert, wobei unbekannt ist, ob er entnazifiziert wurde. Zwischen 1946 und 1949 hielt er sich auf einem Schwarzwälder Bauernhof auf und danach arbeitete er als Berater bei der Economic Cooperation Administration in Baden-Baden. Von 1950 bis 1951 war er bei der deutschen Delegation der Internationalen Ruhrbehörde angestellt.
Am 1. November 1951 wurde Müller als Referent der handelspolitischen Abteilung wieder in den Dienst des Auswärtigen Amtes der Bundesrepublik Deutschland in Bonn aufgenommen. Von 1952 bis 1953 leitete er das Referat II 5, ab 1953 das Referat 214 „Montangemeinschaft“ und von 1954 bis 1956 das Referat 210 „Grundsatzfragen der zwischen- und überstaatlichen Organisationen“. 1956 wurde er als Botschaftsrat an die Botschaft der Bundesrepublik Deutschland in Belgrad, Jugoslawien, entsandt. 1957 kehrte er in die Zentrale in Bonn zurück, wo er bis 1960 als stellvertretender Leiter und schließlich als Leiter der Abteilung 2 West I eingesetzt wurde. 1960 wurde er als Botschafter in Marokko akkreditiert und nach seiner Rückkehr in Bonn 1962 zum Ministerialdirektor befördert, wo er bis 1966 die Abteilung 3 West II und von 1963 bis 1966 den neueingerichteten Planungsstab leitete. 1966 wurde er Botschafter der Bundesrepublik Deutschland in Portugal.

## Abberufung als Botschafter in Portugal
Im Zusammenhang mit dem Schwurgerichtsprozess gegen den einstigen Legationssekretär Fritz Gebhardt von Hahn, welcher der Mittäterschaft bei der Ermordung von 30.000 Juden angeklagt war, tauchten 1968 belastende Dokumente mit Müllers Paraphe auf. Daraus ergab sich der Verdacht seiner Mitwisserschaft in der Planung des Holocausts. Als Zeuge in dem Hahn-Prozess befragt, bestritt Müller-Roschach, etwas von der Wannsee-Konferenz gewusst zu haben, obgleich er nur neun Tage später nachweislich an der Folgebesprechung teilgenommen hatte. Die Staatsanwaltschaft Frankfurt leitete daraufhin ein Ermittlungsverfahren wegen „Beihilfe zum Judenmord“ ein, das an die zuständige Staatsanwaltschaft Bonn weitergeleitet wurde. Aufgrund der laufenden Ermittlungen wurde Müller-Roschach im Juli 1968 vom Auswärtigen Amt aus Portugal zurückbeordert.
Zur selben Zeit wurde in einem Zeitungsartikel der Die Zeit behauptet, Müller-Roschach hätte gegen seinen Willen am 11. November 1941 den Dienst im Deutschlandreferat angetreten, das an der Ausarbeitung der Maßnahmen für die Endlösung der Judenfrage beteiligt war. Er habe daher schon sieben Wochen nach seinem Dienstantritt beschlossen, aus der „Hölle dieser Mitwisserschaft“ auszutreten, und habe sich freiwillig beim Wehrbezirkskommando gemeldet.
Angesichts des sich entfaltenden Skandals entschied das Außenministerium der Großen Koalition unter der Leitung des damaligen Außenministers Willy Brandt, Müller-Roschach in den Ruhestand zu versetzen. Die Ermittlungen gegen Müller-Roschach wurden vermutlich zur selben Zeit eingestellt. Ein Textentwurf für die Entlassungsurkunde, in dem Müller-Roschach für die „dem Deutschen Volke geleisteten treuen Dienste“ vom Auswärtige Amt gedankt werden sollte, wurde vom Bundespräsidialamt abgelehnt. Auf die Bitte um Überarbeitung der Urkunde reagierte das Auswärtige Amt – trotz des begründeten Verdachts der Mitbeteiligung Müller-Roschachs am Holocaust – mit Unverständnis.
Nach seiner Entlassung vom diplomatischen Dienst war Müller-Roschach von 1969 bis 1972 Vorsitzender des Ausschusses für Internationale Angelegenheiten der Deutschen Kommission für Ozeanographie und wurde vom Auswärtige Amt bisweilen mit Gutachten beauftragt.